# Tribe of Force
Tribe of Force es el tercer álbum de la banda alemana de a cappella y heavy metal Van Canto, lanzado el 1 de marzo de 2010. Este es el primer lanzamiento de la banda con Nuclear Blast.
El álbum contiene trece canciones, de las cuales dos son cover de otras bandas ("Master of Puppets" por Metallica y "Rebellion" por Grave Digger), y tres de ellas con artistas invitados como Victor Smolski (de Rage) apareciendo en la canción "One To Ten", Tony Kakko (de Sonata Arctica) apareciendo en "Hearted" y Chris Boltendahl (de Grave Digger) artista invitado en "Rebellion".

## Lista de canciones
| N.º | Título                                                   | Duración |  |
| 1.  | «Lost Forever»                                           | 4:44     |  |
| 2.  | «To Sing a Metal Song»                                   | 3:24     |  |
| 3.  | «One to Ten» (Con Victor Smolski)                        | 4:06     |  |
| 4.  | «I Am Human»                                             | 3:56     |  |
| 5.  | «My Voice»                                               | 5:30     |  |
| 6.  | «Rebellion» (Cover de Grave Digger con Chris Boltendahl) | 4:05     |  |
| 7.  | «Last Night of the Kings»                                | 3:52     |  |
| 8.  | «Tribe of Force»                                         | 3:17     |  |
| 9.  | «Water Fire Heaven Earth»                                | 3:52     |  |
| 10. | «Master of Puppets» (Cover de Metallica)                 | 8:23     |  |
| 11. | «Magic Taborea»                                          | 3:22     |  |
| 12. | «Hearted» (Con Tony Kakko)                               | 4:00     |  |
| 13. | «Frodo's Dream»                                          | 3:06     |  |

## Créditos

### Miembros
- Dennis Schunke (Sly) – Vocalista
- Inga Scharf – Vocalista (efectos)
- Stefan Schmidt – Voces "rakkatakka" bajas, voces wahwah para los solos de guitarra
- Ross Thompson – Voces "rakkatakka" altas
- Ingo Sterzinger (Ike) – Voces "dandan" bajas
- Bastian Emig – Batería

### Artistas invitados
- Victor Smolski - Solo de guitarra en One to Ten
- Chris Boltendahl - Voz en Rebellion
- Tony Kakko - Voz en Hearted